# Record du monde du saut en hauteur
Pour un article plus général, voir Records du monde d'athlétisme.
Les records du monde du saut en hauteur sont détenus par le Cubain Javier Sotomayor qui franchit une barre à 2,45 m le 27 juillet 1993 lors du meeting de Salamanque en Espagne, et par l'Ukrainienne Yaroslava Mahuchikh, créditée de 2,10 m le 7 juillet 2024 lors du Meeting de Paris, en France. 
Le premier record du monde du saut en hauteur homologué par l'Association internationale des fédérations d'athlétisme est celui de l'Américain George Horine en 1912 avec la marque de 2,00 m. Chronologiquement, l'Américain Lester Steers est le premier athlète à franchir officiellement la barrière des 2,10 m (en 1941), son compatriote John Thomas celle des 2,20 m (en 1960), l'autre américain Dwight Stones celle des 2,30 m (en 1973) et l'Ukrainien Rudolf Povarnitsyn celle des 2,40 m (en 1985). Chez les femmes, l'Américaine Nancy Voorhees est la première détentrice du record mondial féminin en 1922 avec 1,46 m. La Roumaine Iolanda Balaș est la première sauteuse à dépasser les 1,80 m et 1,90 m, l'Allemande Rosemarie Ackermann étant la première à franchir une hauteur de 2 mètres, en 1977.
Les records du monde en salle du saut en hauteur appartiennent à Javier Sotomayor (2,43 m le 4 mars 1989 à Budapest) et à la Suédoise Kajsa Bergqvist (2,08 m le 4 février 2006 à Arnstadt).

## Record du monde masculin

### Premiers records

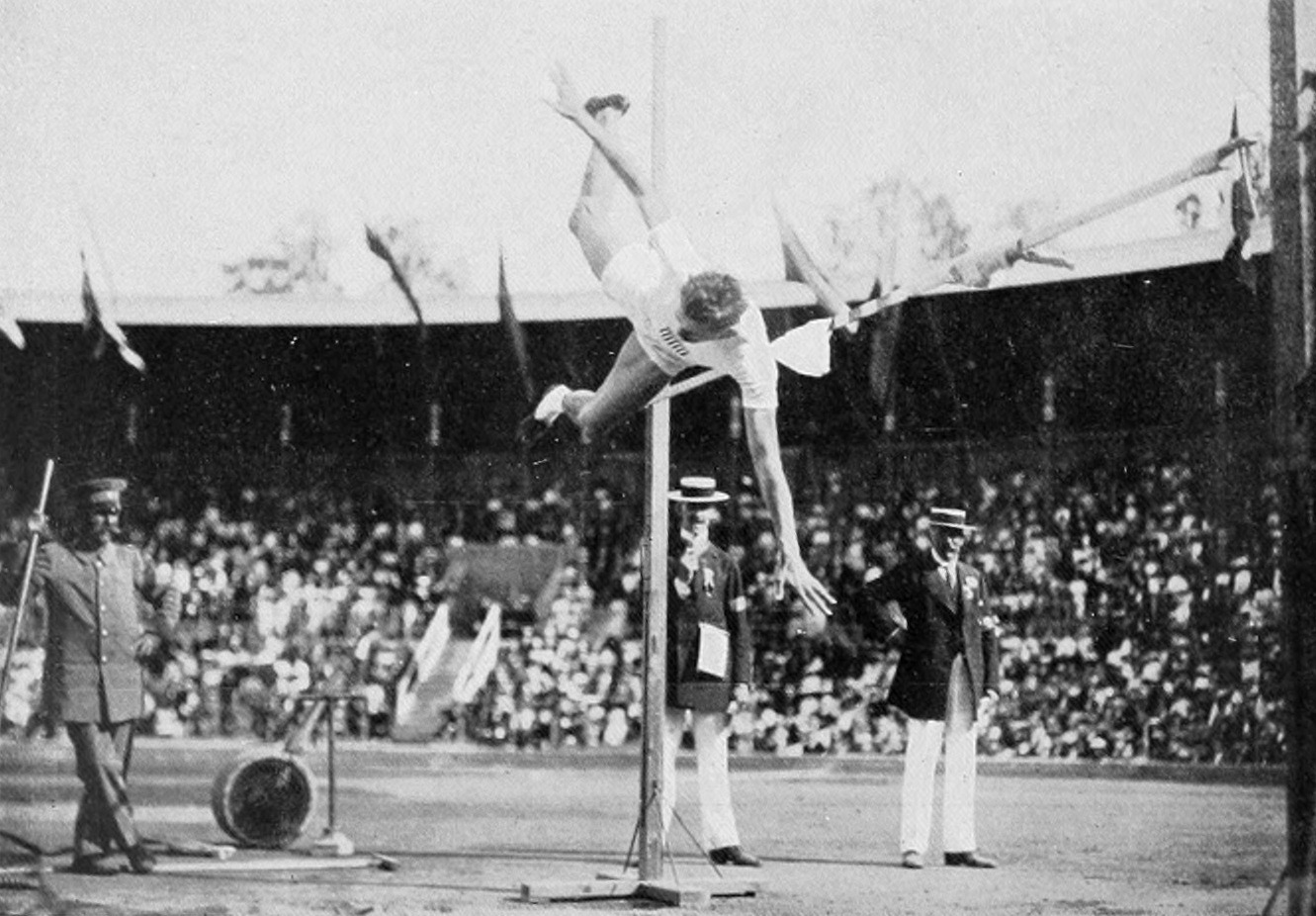
L'Américain George Horine est le premier détenteur du record du monde.

Le premier record du monde du saut en hauteur masculin homologué par l'IAAF est établi le 18 mai 1912 à Palo Alto par l'Américain George Horine qui devient le premier athlète à franchir la barre des 2,00 m avec sa technique du rouleau costal. Ce record est amélioré d'un centimètre le 2 mai 1914 à Berkeley en Californie, par son compatriote Edward Beeson.
Le 27 mai 1924, l'autre américain Harold Osborn, qui deviendra champion olympique quelques mois plus tard aux Jeux d'été de 1924, porte le record du monde de Beeson à 2,03 m, à Urbana dans l'Illinois. 
Son compatriote Walter Marty améliore à deux reprises le record du monde d'Osborn : une première fois le 13 mai 1933 à Fresno en Californie avec 2,04 m, et une seconde fois le 28 avril 1934 à Palo Alto avec 2,06 m.
Le 12 juillet 1936, au cours des sélections olympiques américaines, à New York, Cornelius Johnson et David Albritton, respectivement médaillé d'or et médaillé d'argent des Jeux de 1936 à Berlin, franchissent tous deux la hauteur  de 2,076 m (ramené à 2,07 m par l'IAAF), et améliorent d'un centimètre le record du monde de Walter Marty. 
En 1937, l'autre américain Mel Walker établit successivement 2,08 m le 6 août 1937 à Stockholm, puis 2,09 m le 12 août 1937 à Malmö, mais seule cette dernière performance sera homologuée par l'IAAF.

### Barrière des2,10m
Le 17 juin 1941, à Los Angeles, l'Américain Lester Steers efface une barre à 2,108 m, record du monde officialisé à 2,11 m par l'IAAF.
Longtemps approché, le record du monde de Lester Steers n'est amélioré que douze ans plus tard par l'Américain Buddy Davis qui franchit une barre à 2,12 m le 27 juin 1953 à Dayton dans l'Ohio.
Le 29 juin 1956, au cours des sélections olympiques américaines à Los Angeles, son compatriote Charles Dumas, qui remportera le titre olympique aux Jeux de 1956 à Melbourne et qui est l'un des précurseurs de la technique du rouleau ventral, devient le nouveau détenteur du record mondial en améliorant de 3 cm la marque de Buddy Davis avec 2,15 m. Il devient le premier sauteur en hauteur à franchir la mesure anglo-saxonne des 7 pieds.
Le 13 juillet 1957, le Soviétique Yuriy Stepanov atteint la hauteur de 2,16 m à Leningrad et améliore d'un centimètre la meilleure marque mondiale de Charles Dumas. Surpris par la progression soudaine de cet athlète, des journalistes européens font état de clichés montrant une semelle du soviétique anormalement épaisse qui, située sous la chaussure du pied d'appel, s'avère faciliter l'impulsion du sauteur, faisant ainsi office de tremplin miniaturisé. 
En 1958, l'IAAF décide d'interdire ces semelles compensées en fixant une épaisseur maximale ne devant pas dépasser un demi-pouce, soit 12,7 mm. Le record du monde de Yuriy Stepanov n'est cependant pas invalidé en raison de la non-rétroactivité des règlements.

### Barrière des2,20m
| |  |  |
| John Thomas (à gauche) est le premier athlète à franchir 2,20 m. Valeriy Brumel (à droite) améliore six fois consécutivement le record du monde. |  |  |

En 1960, l'Américain John Thomas devient le nouveau détenteur du record du monde en franchissant successivement, avec sa technique du rouleau ventral, 2,17 m le 30 avril à Philadelphie et le 21 mai à Cambridge, puis 2,18 m le 24 juin 1960 à Bakersfield lors des championnats des États-Unis. Le 1er juillet 1960, au cours des sélections olympiques américaines de Palo Alto, il devient le premier athlète à franchir une hauteur supérieure à 2,20 m en effaçant une barre à 2,22 m. La mesure exacte anglaise est de 7 pieds 3 pouces 3/4, soit 2,23 m, mais une mauvaise transcription des résultats par l'IAAF fera perdre un centimètre au record de l'Américain.
Dès l'année suivante, le Soviétique Valeriy Brumel domine la discipline sur le plan mondial. Le 18 juin 1961, à Moscou, il améliore d'un centimètre le record du monde de John Thomas avec 2,23 m puis le porte à 2,24 m le 16 juillet 1961 dans cette même ville et à 2,25 m le 31 août 1961 à Sofia au cours des Universiades d'été. Valeriy Brumel, qui utilise également la technique du rouleau ventral, s'approprie un nouveau record du monde en franchissant 2,26 m le 22 juillet 1962 à Palo Alto avant de réaliser 2,27 m le 29 septembre 1962 à Moscou. Champion d'Europe en 1962, il établit le sixième record du monde de sa carrière à Moscou le 21 juillet 1963 au cours de la rencontre URSS-États-Unis, en effaçant une barre à 2,28 m. Il remportera un titre olympique lors des Jeux de 1964. En trois ans, Thomas et Brumel font évoluer le record mondial de douze centimètres.
La technique du Fosbury-flop qui consiste à sauter dos à la barre, se généralise dès la fin des années 1960, à l'image de son inventeur, l'Américain Dick Fosbury, qui remporte le titre des Jeux olympiques de 1968 sans parvenir à améliorer le record du monde. Toutefois, le 3 juillet 1971, à Berkeley, Pat Matzdorf franchit 2,29 m en ventral et bat d'un centimètre le record du monde de Valeriy Brumel datant de 1963. Le 8 novembre 1970 Ni Chih-Chin avait également franchit 2,29 m en ventral ; la Chine n'adhérant pas à l'IAAF à l'époque, ce record ne fut pas ratifié.

### Barrière des2,30m
| |  |  |
| Dwight Stones (à gauche) est le premier athlète à franchir 2,30 m. Jacek Wszoła (à droite) porte le record du monde à 2,35 m en 1980. |  |  |

Le 11 juillet 1973, à Munich au cours de la rencontre d'athlétisme RFA-Etats-Unis, l'Américain Dwight Stones devient le premier détenteur du record mondial exécuté avec la technique du Fosbury-flop, mais également le premier athlète à franchir la hauteur symbolique de 2,30 m, et ce à sa troisième et dernière tentative. 
Dwight Stones porte ce record à 2,31 m le 5 juin 1976 à Philadelphie au cours des championnats NCAA, puis à 2,32 m le 4 août 1976, toujours à Philadelphie.
Le 3 juillet 1977 à Richmond en Virginie, au cours de la rencontre USA-URSS junior, le Soviétique Vladimir Yashchenko âgé de dix-huit ans seulement améliore d'un centimètre le record du monde de Dwight Stones en effaçant avec la technique du rouleau ventral une barre à 2,33 m.
En mars 1978 à New York, l'Américain Franklin Jacobs, qui ne mesure qu'1,73 m, se rapproche d'un centimètre du record du monde en franchissant une hauteur de 2,32 m. Trois jours plus tard, lors des championnats d'Europe en salle à Milan, Vladimir Yashchenko dispute sa première compétition internationale majeure dans la catégorie senior et devient le premier athlète à franchir 2,35 m, à son troisième essai. Durant la saison estivale, le 16 juin 1978 à Tbilissi, il améliore d'un centimètre son record du monde en plein air en s'attaquant avec succès à une barre à 2,34 m. Il est le dernier détenteur du record du monde à utiliser la technique du rouleau ventral mais blessé et opéré lors de la saison 1980, il ne retrouvera jamais son niveau athlétique.
Le 25 mai 1980 à Eberstadt, le Polonais Jacek Wszoła, vainqueur des Jeux olympiques de 1976, améliore d'un centimètre le record du monde de Vladimir Yashchenko en réalisant 2,35 m dès sa première tentative. 
Vingt-quatre heures plus tard, le 26 mai 1980 à Rehlingen, l'Allemand de l'Ouest Dietmar Mögenburg égale la performance de Wszoła à son troisième essai. Le 1er août 1980, en finale des Jeux olympiques à Moscou, l'Est-allemand Gerd Wessig, qui possède un record personnel à 2,30 m,  améliore à trois reprises son record personnel (2,31 m, 2,33 m) avant de réaliser à son deuxième essai un saut victorieux à 2,36 m, ajoutant un centimètre au record du monde de Mögenburg. 
Le 11 juin 1983, le Chinois Zhu Jianhua améliore d'un centimètre le record du monde de Gerd Wessig en effaçant une barre à 2,37 m à Pékin. Il  porte ensuite ce record à 2,38 m le 22 septembre 1983 à Shanghai. Le 10 juin 1984 à Eberstadt, Zhu Jianhua accomplit un troisième record du monde consécutif en franchissant 2,39 m à son deuxième essai.

### Barrière des2,40m
| |  |  |
| Patrik Sjöberg (à gauche) atteint les 2,42 m en 1987. Javier Sotomayor (à droite) est le détenteur du record du monde depuis 1993 avec 2,45 m |  |  |

Le 11 août 1985, à Moscou, le Soviétique Rudolf Povarnitsyn, auteur d'un record personnel à 2,26 m seulement, devient le premier sauteur à franchir la hauteur de 2,40 m, réussi à sa troisième et dernière tentative à l'occasion d'une compétition mineure, la demi-finale de la Coupe d'URSS, améliorant en une seule épreuve son record personnel de quatorze centimètres. Il aura fallu attendre vingt-neuf ans (de 1912 à 1941) pour voir un sauteur franchir la barre des 2,10 m, dix-neuf ans (de 1941 à 1960) pour celle des 2,20 m, treize ans (1960 à 1973) pour celle des 2,30 m, et douze ans (1973 à 1985) pour celle des 2,40 m. 
Le 4 septembre 1985, à Kōbe lors des Universiades d'été, le Soviétique Igor Paklin efface une barre à 2,41 m à son troisième et dernier essai, et améliore d'un centimètre le record du monde de Rudolf Povarnitsyn. 
Le record d'Igor Paklin est battu le 30 juin 1987 à Stockholm par le Suédois Patrik Sjöberg, qui quelques mois avant son titre de champion du monde, établit la marque de 2,42 m à sa troisième tentative. 
Le 8 septembre 1988, lors du meeting Gran Premio Diputación de Salamanque en Espagne, le Cubain Javier Sotomayor établit un nouveau record du monde de la discipline en franchissant à son deuxième essai une barre placée à 2,43 m, améliorant de cinq centimètres son record personnel et d'un centimètre la précédente meilleure marque mondiale de Patrik Sjöberg. Le 29 juillet 1989 au cours des championnats d'Amérique centrale et des Caraïbes de San Juan à Porto Rico, il porte son propre record du monde à 2,44 m, performance réussie à son deuxième essai. Symboliquement, Javier Sotomayor devient pour les Anglo-Saxons le premier athlète à dépasser les 8 pieds, mesure matérialisée par la hauteur d'un but de football. Champion olympique en 1992, le Cubain établit un troisième record du monde consécutif, le 27 juillet 1993, toujours à Salamanque, en franchissant une barre à 2,45 m à sa deuxième tentative. Ce record tient toujours actuellement.

### Progression du record du monde
40 records du monde masculins du saut en hauteur ont été ratifiés par World Athletics.
|  | Actuel record du monde |  | Record du monde non homologué. |

| Hauteur    | Athlète             | Date              | Lieu         | Technique |
| ---------- | ------------------- | ----------------- | ------------ | --------- |
| 2,00 m     | George Horine       | 18 mai 1912       | Palo Alto    | Costal    |
| 2,01 m     | Edward Beeson       | 2 mai 1914        | Berkeley     | Costal    |
| 2,03 m     | Harold Osborn       | 27 mai 1924       | Urbana       | Costal    |
| 2,04 m (i) | George Spitz (en)   | 13 février 1932   | Boston       | Costal    |
| 2,04 m     | Walter Marty        | 13 mai 1933       | Fresno       | Costal    |
| 2,05 m (i) | Walter Marty        | 17 février 1934   | New York     | Costal    |
| 2,06 m     | Walter Marty        | 28 avril 1934     | Palo Alto    | Costal    |
| 2,07 m     | Cornelius Johnson   | 12 juillet 1936   | New York     | Costal    |
| 2,07 m (i) | Mel Walker          | 20 mars 1937      | Indianapolis | Ventral   |
| 2,07 m     | David Albritton     | 12 juillet 1936   | New York     | Ventral   |
| 2,09 m     | Mel Walker          | 12 août 1937      | Malmö        | Ventral   |
| 2,11 m     | Lester Steers       | 17 juin 1941      | Los Angeles  | Ventral   |
| 2,12 m     | Buddy Davis         | 27 juin 1953      | Dayton       | Ventral   |
| 2,15 m     | Charles Dumas       | 29 juin 1956      | Los Angeles  | Ventral   |
| 2,16 m     | Yuriy Stepanov      | 13 juillet 1957   | Leningrad    | Ventral   |
| 2,17 m (i) | John Thomas         | 30 janvier 1960   | New York     | Ventral   |
| 2,17 m (i) | John Thomas         | 6 février 1960    | Boston       | Ventral   |
| 2,18 m (i) | John Thomas         | 20 février 1960   | New York     | Ventral   |
| 2,19 m (i) | John Thomas         | 11 mars 1960      | Chicago      | Ventral   |
| 2,17 m     | John Thomas         | 30 avril 1960     | Philadelphie | Ventral   |
| 2,17 m     | John Thomas         | 21 mai 1960       | Cambridge    | Ventral   |
| 2,18 m     | John Thomas         | 24 juin 1960      | Bakersfield  | Ventral   |
| 2,22 m     | John Thomas         | 1er juillet 1960  | Palo Alto    | Ventral   |
| 2,25 m (i) | Valeriy Brumel      | 28 janvier 1961   | Leningrad    | Ventral   |
| 2,23 m     | Valeriy Brumel      | 18 juin 1961      | Moscou       | Ventral   |
| 2,24 m     | Valeriy Brumel      | 16 juillet 1961   | Moscou       | Ventral   |
| 2,25 m     | Valeriy Brumel      | 31 août 1961      | Sofia        | Ventral   |
| 2,26 m     | Valeriy Brumel      | 22 juillet 1962   | Palo Alto    | Ventral   |
| 2,27 m     | Valeriy Brumel      | 29 septembre 1962 | Moscou       | Ventral   |
| 2,28 m     | Valeriy Brumel      | 21 juillet 1963   | Moscou       | Ventral   |
| 2,29 m     | Ni Zhiqin           | 8 novembre 1970   | Changsha     | Ventral   |
| 2,29 m     | Pat Matzdorf        | 3 juillet 1971    | Berkeley     | Ventral   |
| 2,30 m     | Dwight Stones       | 11 juillet 1973   | Munich       | Fosbury   |
| 2,31 m     | Dwight Stones       | 5 juin 1976       | Philadelphie | Fosbury   |
| 2,32 m     | Dwight Stones       | 4 août 1976       | Philadelphie | Fosbury   |
| 2,33 m     | Vladimir Yashchenko | 3 juillet 1977    | Richmond     | Ventral   |
| 2,35 m (i) | Vladimir Yashchenko | 12 mars 1978      | Milan        | Ventral   |
| 2,34 m     | Vladimir Yashchenko | 16 juin 1978      | Tbilisi      | Ventral   |
| 2,35 m     | Jacek Wszola        | 25 mai 1980       | Eberstadt    | Fosbury   |
| 2,35 m     | Dietmar Mögenburg   | 26 mai 1980       | Rehlingen    | Fosbury   |
| 2,36 m     | Gerd Wessig         | 1er août 1980     | Moscou       | Fosbury   |
| 2,37 m     | Zhu Jianhua         | 11 juin 1983      | Pékin        | Fosbury   |
| 2,38 m     | Zhu Jianhua         | 22 septembre 1983 | Shanghai     | Fosbury   |
| 2,39 m     | Zhu Jianhua         | 10 juin 1984      | Eberstadt    | Fosbury   |
| 2,40 m     | Rudolf Povarnitsyn  | 11 août 1985      | Donetsk      | Fosbury   |
| 2,41 m     | Igor Paklin         | 4 septembre 1985  | Kōbe         | Fosbury   |
| 2,42 m     | Patrik Sjöberg      | 30 juin 1987      | Stockholm    | Fosbury   |
| 2,43 m     | Javier Sotomayor    | 8 septembre 1988  | Salamanque   | Fosbury   |
| 2,44 m     | Javier Sotomayor    | 29 juillet 1989   | San Juan     | Fosbury   |
| 2,45 m     | Javier Sotomayor    | 27 juillet 1993   | Salamanque   | Fosbury   |

## Record du monde féminin

### Premiers records
Le premier record du monde féminin du saut en hauteur homologué par l'IAAF est celui de l'Américaine Nancy Voorhees qui franchit une barre à 1,46 m le 20 mai 1922 à Simsbury. Ce record est amélioré ensuite par sa compatriote Elizabeth Stine (1,485 m le 26 mai 1923 à Leonia) et par la Britannique Sophie Eliott-Lynn (1,485 m également le 6 août 1923 à Brentwood), puis à deux reprises par l'autre britannique Phyllis Green (1,524 m le 11 juillet 1925 puis 1,552 m le 2 août 1926, les deux fois à Londres). Le 6 septembre 1926, la Canadienne Ethel Catherwood, première championne olympique de la hauteur en 1928 à Amsterdam, établit un nouveau record mondial en franchissant une barre à 1,58 m à Regina, record égalée par la Néerlandaise Lien Gisolf le 3 juillet 1928 à Bruxelles, puis amélioré près d'un mois plus tard par Ethel Catherwood, le 5 août 1928 lors de son sacre olympique (1,595 m). Lien Gisolf améliore à deux reprises le record de la Canadienne, réalisant 1,605 m le 18 août 1929 à Maastricht, puis 1,62 m le 12 juin 1932 à Amsterdam. Le 7 août 1932, en finale des Jeux olympiques à Los Angeles, les Américaines Jean Shiley et Mildred Didrikson portent le record du monde à 1,65 m, Shiley devançant Didrikson au nombre d'essais franchis pour le titre olympique. Le 29 mai 1939, à Brentwood, la Britannique Dorothy Odam améliore d'un centimètre le record du monde des deux Américaines en le portant à 1,66 m, record égalé le 29 mars 1941 à Stellenbosch par la Sud-Africaine Esther van Heerden, puis le 27 juillet 1941 à Lugano par la Suissesse Ilsebill Pfenning. Le 30 mai 1943, à Amsterdam, la Néerlandaise Fanny Blankers-Koen devient la nouvelle détentrice du record du monde en effaçant une barre à 1,71 m.

### Iolanda Balaş et ses quatorze records du monde

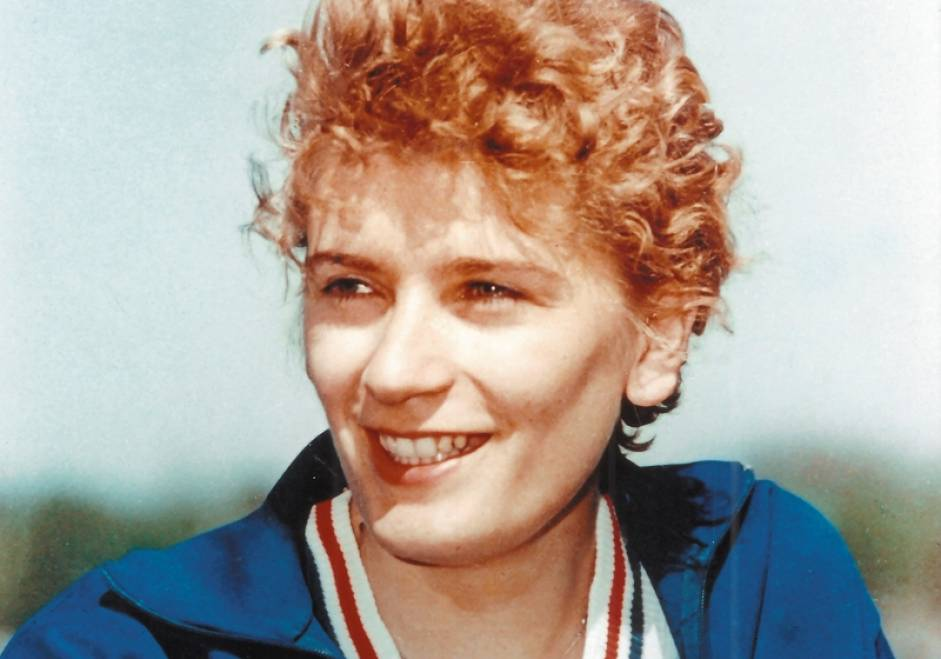
Iolanda Balaş est la première athlète féminine à franchir les hauteurs de 1.80 m et 1.90 m.

Le record du monde Fanny Blankers-Koen n'est amélioré que huit ans plus tard, le 7 juillet 1951 à Londres, par la Britannique Sheila Lerwill qui franchit une barre à 1,72 m. La Soviétique porte ce record à 1,73 m le 22 mai 1954 à Kiev, et la Britannique Thelma Hopkins à 1,74 m le 5 mai 1956 à Belfast.
Le 14 juillet 1956, à Bucarest, la Roumaine Iolanda Balaș établit le premier de ses quatorze records du monde du saut en hauteur en effaçant une barre à 1,75 m. Double championne olympique (en 1960 et 1964), et double championne d'Europe (en 1958 et 1962), elle domine la discipline sur le plan mondial en ne subissant pas la moindre défaite de 1956 à 1966. En cinq années seulement, elle fait passer le record du monde de 1,75 m à 1,91 m avec la technique du rouleau ventral. Dépossédée de son record par l'Américaine Mildred McDaniel, qui remporte le 1er décembre 1956 la médaille d'or des Jeux olympiques de Melbourne avec la marque de 1,76 m, Iolanda Balaș égale la performance de 1,76 m de McDaniel le 13 octobre 1957 à Bucarest, avant que la Chinoise Zheng Fengrong ne porte la meilleure marque mondiale à 1,77 m, le 17 novembre 1957 à Pékin. Iolanda Balaș établit cinq records du monde lors de la saison 1958 : 1,78 m le 7 juin à Bucarest, 1,80 m le 22 juin à Cluj, 1,81 m le 31 juillet à Poiana Braşov, 1,82 m le 4 octobre et enfin 1,83 m le 18 octobre. Elle porte ensuite le record du monde à 1,84 m le 21 septembre 1959, à 1,85 m le 6 juin 1960, à 1,86 m le 10 juillet 1960, et à 1,87 m le 15 avril 1961, ces six derniers records ayant été établis à chaque fois à Bucarest. Créditée de 1,88 m le 18 juin 1961 à Varsovie, Balaș devient la première athlète féminine à franchir la hauteur de 1,90 m après avoir été la première à 1,80 m, atteignant les 1,90 m le 8 juillet 1961 à Budapest. Le 16 juillet 1961, elle établit le quatorzième record du monde de sa carrière en effaçant une barre à 1,91 m à Sofia.

### Rosemarie Ackermann la première à deux mètres

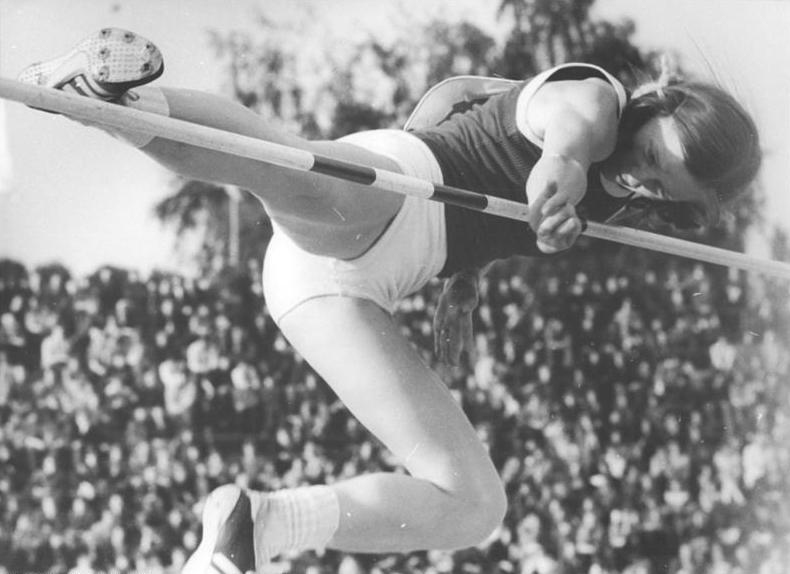
Rosemarie Ackermann, première athlète féminine à franchir la barre des 2.00 m.

Le record du monde de 1,91 m de Iolanda Balaș n'est battu que dix ans plus tard par l'Autrichienne Ilona Gusenbauer qui franchit 1,92 m, le 4 septembre 1971 à Vienne. Un an plus tard, le 4 septembre 1972 en finale des Jeux olympiques à Munich, l'Allemande de l'Ouest Ulrike Meyfarth, âgée de seize ans seulement, remporte le titre olympique en établissant un nouveau record du monde avec 1,92 m, devenant à cette occasion la première athlète féminine à détenir un record du monde de la hauteur avec la technique du fosbury-flop. Le 24 septembre 1972, à Zagreb, en ventral, la Bulgare Yordanka Blagoeva ajoute un centimètre à la performance de Meyfarth en effaçant une barre à 1,94 m.
L'Est-allemande Rosemarie Ackermann égale le record du monde de Yordanka Blagoeva le 24 août 1974 à Berlin, avant de le porter à 1,95 m le 8 septembre 1974 à l'occasion de sa victoire aux championnats d'Europe de Rome. Ackermann, dont la technique de saut est celle du rouleau ventral, franchit 1,96 m à deux reprises : une première fois le 8 mai 1976 à Dresde quelques mois avant son titre olympique à Montréal, et une seconde fois le 3 juillet 1977, toujours à Dresde. Le 14 août 1977, au cours de la coupe d'Europe des nations à Helsinki, elle efface une barre placée à 1,97 m, performance qu'elle réédite le 26 août 1977 lors du meeting de Berlin. Lors de ce même concours, elle devient la première athlète féminine à tenter et franchir la hauteur de 2,00 m, et ce dès sa première tentative.
Le 4 août 1978, à Brescia, l'Italienne Sara Simeoni améliore d'un centimètre le record du monde de Rosemarie Ackermann en franchissant 2,01 m en fosbury-flop, et égale cette performance de 2,01 m le 31 août 1978 lors de sa victoire en finale des championnats d'Europe, à Prague. Cette performance est améliorée quatre ans plus tard, le 8 septembre 1982 au cours des championnats d'Europe d'Athènes, par l'Allemande de l'Ouest Ulrike Meyfarth qui, dix ans après son premier record du monde, remporte le titre continental avec un saut à 2,02 m. Le 21 août 1983, lors de la coupe d'Europe des nations, à Londres, Ulrike Meyfarth (à son premier essai) et la Soviétique Tamara Bykova (à son troisième essai) franchissent toutes les deux une barre placée à 2,03 m, signant un nouveau record du monde.

### Stefka Kostadinova pendant 37 ans
| |  |  |
| Stefka Kostadinova (à gauche) détient le record du monde du saut en hauteur de 1987 à 2024 avec 2,09 m. Yaroslava Mahuchikh (à droite) est l'actuelle détentrice du record du monde avec 2,10 m. |  |  |

Vainqueur des championnats du monde de 1983, Tamara Bykova améliore d'un centimètre son propre record du monde en franchissant une barre à 2,04 m à son premier essai, le 25 août 1983 à Pise
, puis porte le record du monde à 2,05 m le 22 juin 1984 à Kiev, et ce à sa deuxième tentative. Le 20 juillet 1984, à Berlin, la Bulgare Lyudmila Andonova, dont la meilleure performance n'était que d'1,95 m en 1983, devient la nouvelle détentrice du record du monde en effaçant une barre à 2,07 m à son premier essai.
La Bulgare Stefka Kostadinova égale le record du monde de 2,07 m de Lyudmila Andonova le 25 mai 1986 à Sofia, avant de l'améliorer six jours plus tard, le 31 mai, toujours dans la capitale bulgare, en parvenant à franchir la hauteur de 2,08 m à sa deuxième tentative. Championne du monde en 1987 et 1995, championne olympique en 1996 et championne d'Europe en 1986, Stefka Kostadinova fixe le record du monde du saut en hauteur à 2,09 m à l'occasion de sa victoire en finale des championnats du monde d'athlétisme 1987, le 30 août 1987. Cette performance est réalisée à son deuxième essai.
Ce record tient pendant 37 ans, même si quelques athlètes ont approché cette marque : l'Allemande Heike Henkel avec 2,07 m (en salle) en 1992, la Suédoise Kajsa Bergqvist avec 2,08 m (en salle en 2006), la Croate Blanka Vlašic avec 2,07 m (2007) et 2,08 m (2009) et la Russe Anna Chicherova avec 2,07 m (2011).

### Yaroslava Mahuchikh, première à 2,10 m
Le 7 juillet 2024, lors du Meeting de Paris faisant partie de la Ligue de diamant, au stade Charléty, l'Ukrainienne Yaroslava Mahuchikh franchit 2,10 m, parvenant enfin à faire tomber le vieux record de Kostadivona.

### Progression du record du monde
57 records du monde féminins du saut en hauteur ont été ratifiés par l'IAAF.
| Hauteur | Athlète             | Date              | Lieu          |
| ------- | ------------------- | ----------------- | ------------- |
| 1,46 m  | Nancy Voorhees      | 20 mai 1922       | Simsbury      |
| 1,485 m | Elizabeth Stine     | 26 mai 1923       | Leonia        |
| 1,485 m | Sophie Eliott-Lynn  | 6 août 1923       | Brentwood     |
| 1,524 m | Phyllis Green       | 11 juillet 1925   | Londres       |
| 1,552 m | Phyllis Green       | 2 août 1926       | Londres       |
| 1,58 m  | Ethel Catherwood    | 6 septembre 1926  | Regina        |
| 1,58 m  | Lien Gisolf         | 3 juillet 1928    | Bruxelles     |
| 1,595 m | Ethel Catherwood    | 5 août 1928       | Amsterdam     |
| 1,605 m | Lien Gisolf         | 18 août 1929      | Maastricht    |
| 1,62 m  | Lien Gisolf         | 12 juin 1932      | Amsterdam     |
| 1,65 m  | Jean Shiley         | 7 août 1932       | Los Angeles   |
| 1,65 m  | Mildred Didrikson   | 7 août 1932       | Los Angeles   |
| 1,66 m  | Dorothy Odam        | 29 mai 1939       | Brentwood     |
| 1,66 m  | Esther van Heerden  | 29 mars 1941      | Stellenbosch  |
| 1,66 m  | Ilsebill Pfenning   | 27 juillet 1941   | Lugano        |
| 1,71 m  | Fanny Blankers-Koen | 30 mai 1943       | Amsterdam     |
| 1,72 m  | Sheila Lerwill      | 7 juillet 1951    | Londres       |
| 1,73 m  | Aleksandra Chudina  | 22 mai 1954       | Kiev          |
| 1,74 m  | Thelma Hopkins      | 5 mai 1956        | Belfast       |
| 1,75 m  | Iolanda Balaş       | 14 juillet 1956   | Bucarest      |
| 1,76 m  | Mildred McDaniel    | 1er décembre 1956 | Melbourne     |
| 1,76 m  | Iolanda Balaş       | 13 octobre 1957   | Bucarest      |
| 1,77 m  | Cheng Feng-jung     | 17 novembre 1957  | Pékin         |
| 1,78 m  | Iolanda Balaş       | 7 juin 1958       | Bucarest      |
| 1,80 m  | Iolanda Balaş       | 22 juin 1958      | Cluj          |
| 1,81 m  | Iolanda Balaş       | 31 juillet 1958   | Poiana Braşov |
| 1,82 m  | Iolanda Balaş       | 4 octobre 1958    | Bucarest      |
| 1,83 m  | Iolanda Balaş       | 18 octobre 1958   | Bucarest      |
| 1,84 m  | Iolanda Balaş       | 21 septembre 1959 | Bucarest      |
| 1,85 m  | Iolanda Balaş       | 6 juin 1960       | Bucarest      |
| 1,86 m  | Iolanda Balaş       | 10 juillet 1960   | Bucarest      |
| 1,87 m  | Iolanda Balaş       | 15 avril 1961     | Bucarest      |
| 1,88 m  | Iolanda Balaş       | 18 juin 1961      | Varsovie      |
| 1,90 m  | Iolanda Balaş       | 8 juillet 1961    | Budapest      |
| 1,91 m  | Iolanda Balaş       | 16 juillet 1961   | Sofia         |
| 1,92 m  | Ilona Gusenbauer    | 4 septembre 1971  | Vienne        |
| 1,92 m  | Ulrike Meyfarth     | 4 septembre 1972  | Munich        |
| 1,94 m  | Yordanka Blagoeva   | 24 septembre 1972 | Zagreb        |
| 1,94 m  | Rosemarie Ackermann | 24 août 1974      | Berlin        |
| 1,95 m  | Rosemarie Ackermann | 8 septembre 1974  | Rome          |
| 1,96 m  | Rosemarie Ackermann | 8 mai 1976        | Dresde        |
| 1,96 m  | Rosemarie Ackermann | 3 juillet 1977    | Dresde        |
| 1,97 m  | Rosemarie Ackermann | 14 août 1977      | Helsinki      |
| 1,97 m  | Rosemarie Ackermann | 26 août 1977      | Berlin        |
| 2,00 m  | Rosemarie Ackermann | 26 août 1977      | Berlin        |
| 2,01 m  | Sara Simeoni        | 4 août 1978       | Brescia       |
| 2,01 m  | Sara Simeoni        | 31 août 1978      | Prague        |
| 2,02 m  | Ulrike Meyfarth     | 8 septembre 1982  | Athènes       |
| 2,03 m  | Ulrike Meyfarth     | 21 août 1983      | Londres       |
| 2,03 m  | Tamara Bykova       | 21 août 1983      | Londres       |
| 2,04 m  | Tamara Bykova       | 25 août 1983      | Pise          |
| 2,05 m  | Tamara Bykova       | 22 juin 1984      | Kiev          |
| 2,07 m  | Lyudmila Andonova   | 20 juillet 1984   | Berlin        |
| 2,07 m  | Stefka Kostadinova  | 25 mai 1986       | Sofia         |
| 2,08 m  | Stefka Kostadinova  | 31 mai 1986       | Sofia         |
| 2,09 m  | Stefka Kostadinova  | 30 août 1987      | Rome          |
| 2,10 m  | Yaroslava Mahuchikh | 7 juillet 2024    | Paris         |

## Records du monde en salle
Les records du monde en salle du saut en hauteur sont homologués par l'IAAF depuis 1987. 

### Hommes
| Hauteur | Athlète          | Date             | Lieu     |
| ------- | ---------------- | ---------------- | -------- |
| 2,41 m  | Patrik Sjöberg   | 1er février 1987 | Le Pirée |
| 2,42 m  | Carlo Thränhardt | 26 février 1988  | Berlin   |
| 2,43 m  | Javier Sotomayor | 4 mars 1989      | Budapest |

### Femmes
| Hauteur | Athlète            | Date            | Lieu         |
| ------- | ------------------ | --------------- | ------------ |
| 2,05 m  | Stefka Kostadinova | 8 mars 1987     | Indianapolis |
| 2,06 m  | Stefka Kostadinova | 20 février 1988 | Le Pirée     |
| 2,07 m  | Heike Henkel       | 9 février 1992  | Karlsruhe    |
| 2,08 m  | Kajsa Bergqvist    | 4 février 2006  | Arnstadt     |

## Autres catégories d'âge

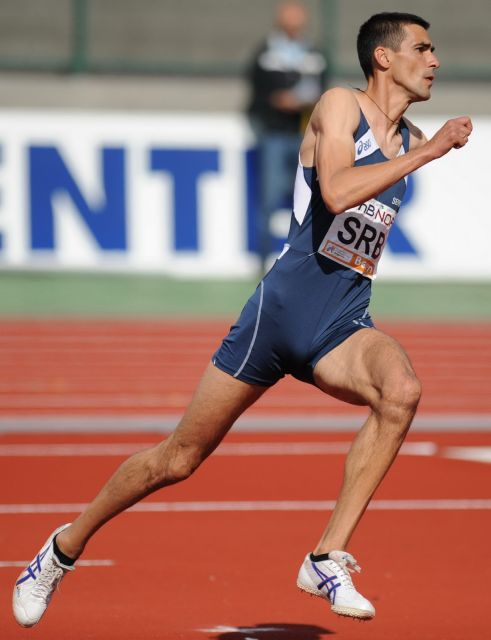
Le Serbe Dragutin Topić co-détient le record du monde junior avec le Britannique Steve Smith.

Les records du monde juniors du saut en hauteur sont actuellement détenus par le Serbe Dragutin Topić et le Britannique Steve Smith, auteurs de 2,37 m, respectivement le 12 août 1990 à Plovdiv et le 20 septembre 1992 à Séoul. Le record du monde junior féminin est détenu par la Kazakhe Olga Turchak et l'Allemande Heike Balck avec 2,01 m, établis respectivement le 7 juillet 1986 à Moscou et le 18 juin 1989 à Karl-Marx-Stadt. Les records du monde juniors en salle sont détenus par le Soviétique Vladimir Yashchenko chez les hommes avec 2,35 m (1978), et par la Russe Maria Kuchina chez les femmes avec 1,97 m (2011).
Les meilleures performances mondiales cadets sont la propriété du Cubain Javier Sotomayor (2,33 m le 19 mai 1984 à La Havane), et de quatre athlètes féminines avec 1,96 m : la Sud-Africaine Charmaine Weavers (le 4 avril 1981 à Bloemfontein), la Kazakhe Olga Turchak (le 7 septembre 1984 à Donetsk), l'Australienne Eleanor Patterson (le 7 décembre 2013 à Townsville) et l'Américaine Vashti Cunningham (le 1er août 2015 à Edmonton)  .
| Record                               | Athlète                    | Hauteur | Date                           | Lieu          |
| ------------------------------------ | -------------------------- | ------- | ------------------------------ | ------------- |
| Record du monde junior               | Dragutin Topić Steve Smith | 2,37 m  | 12 août 1990 20 septembre 1992 | Plovdiv Séoul |
| Record du monde junior en salle      | Vladimir Yashchenko        | 2,35 m  | 12 mars 1978                   | Milan         |
| Meilleure performance mondiale cadet | Javier Sotomayor           | 2,33 m  | 19 mai 1984                    | La Havane     |

| Record                                 | Athlète                                                                                | Hauteur | Date                                                                         | Lieu                                           |
| -------------------------------------- | -------------------------------------------------------------------------------------- | ------- | ---------------------------------------------------------------------------- | ---------------------------------------------- |
| Record du monde junior                 | Yaroslava Mahuchikh                                                                    | 2,04 m  | 30 septembre 2019                                                            | Doha                                           |
| Record du monde junior en salle        | Yaroslava Mahuchikh                                                                    | 2,02 m  | 31 janvier 2020                                                              | Karlsruhe                                      |
| Meilleure performance mondiale cadette | Charmaine Weavers Olga Turchak Eleanor Patterson Vashti Cunningham Yaroslava Mahuchikh | 1,96 m  | 4 avril 1981 7 septembre 1984 7 décembre 2013 1er août 2015 22 décembre 2018 | Bloemfontein Donetsk Townsville Edmonton Minsk |